# Collective Music Group
Collective Music Group (CMG) est un label discographique américain fondé en 2012 par le rappeur Yo Gotti sous le nom de Cocaine Muzik Group, avant d'être renommé en 2013.
Le label a fait des partenariats avec les majors Epic Records et Interscope Records. Il a d'importants succès commerciaux, plaçant de nombreux titres dans les classements Billboard. Il produit aussi plusieurs compilations.

## Histoire
Cocaine Muzik Group est fondé en 2012 par le rappeur Yo Gotti, qui en est le PDG. Brandon Mims, frère de Yo Gotti, en est le président. Son nom fait référence au caractère « addictif » de la musique produite par le label. Il est renommé Collective Music Group en 2013 alors que le label signe un contrat avec Epic Records. D'après Yo Gotti, il s'agirait d'un conseil de 50 Cent, qui lui aurait suggéré que le nom original pourrait faire peur aux partenaires commerciaux. Le label conclut un partenariat avec Interscope Records en juin 2021,.

## Succès commerciaux
CMG connaît d'importants succès commerciaux. En 2022, 50 titres du label sont apparus dans le Billboard Hot 100 et 12 albums dans le top 10 du Billboard 200.

## Artistes
Parmi les artistes signés sur le label comptent notamment Moneybagg Yo, 42 Dugg (en), EST Gee (en), Blac Youngsta (en), Mozzy (en), Lil Poppa, Big Boogie et GloRilla.

## Discographie
En 2014, CMG sort une compilation intitulée Chapter One, mettant en vedette les artistes de son catalogue. En 2022, le label sort la compilation Gangsta Art, qui comprend 27 titres, notamment le single See Wat I'm Sayin (en) de Moneybagg Yo, certifié disque d'or. Le label sort ensuite un deuxième volume en 2023.